# Up Close
Up Close es el primer álbum en DVD del cantante estadounidense Jesse McCartney.

## Información
Fue lanzado el 13 de septiembre del 2005 por Hollywood Records. El álbum contiene videos musicales de los sencillos del álbum debut de McCartney, presentaciones en vivo, detrás de cámaras, entrevistas y material bonus.
Fue certificado disco de oro en Australia por ARIA. Se colocó en el número 1 en el Top DVD de Italia.1

## Contenido
Videos musicales
- "Beautiful Soul"
- "She's No You"
- "Because You Live"
- "Good Life"
- "She's No You" (special performance video)

Presentaciones en vivo
- "Beautiful Soul" (Sessions @ AOL)
- "She's No You"  (Sessions @ AOL)
- "What's Your Name?" (Taiwán TV)
- "Without You" (Taiwán TV)
- "Blackbird" (Stripped - Raw and Real)
- "Stupid Things" (Stripped - Raw and Real)

Detrás de cámaras
- "Beautiful Soul" (video)
- "She's No You" (video)
- "Get Your Shine On" (video)
- En The Beautiful Soul Tour

Entrevistas
Material bonus
- "She's No You (Neptunes Remix)" (con Fabolous)